# Billy Vaughn
William Richard Vaughn (12 de abril de 1919 - 26 de septiembre de 1991) fue cantante, multinstrumentista y director de orquesta estadounidense. Ejerció también el puesto de A&R para el sello discográfico Dot Records.

## Biografía
Vaughn nació en Glasgow (Kentucky), donde su padre ejercía de barbero. Fue su padre, gran amante de la música, quien lo animó a aprender a tocar la mandolina a la edad de tres años, mientras sufría una comparecencia debida al sarampión.  Posteriormente fue aprendiendo a tocar otros instrumentos.
En 1941 Vaughn se unió a la Guardia Nacional de Estados Unidos donde pensaba permanecer un año, pero con la entrada del país en la Segunda Guerra Mundial, su servicio se prolongó, integrándose como músico y compositor de la banda de la trigésimo octava división del Ejército, con base en Camp Shelby, Mississippi. Tras finalizar la contienda y ser licenciado, decidió dedicarse profesionalmente a la música. Asistió al Western Kentucky State College donde se especializó en composición musical. Allí conoció a tres compañeros, Jimmy Sacca, Donald McGuire y Seymour Spiegelman, que formaban el trío vocal the Hilltoppers, uniéndose a ellos como pianista en un principio y como cuarto vocalista posteriormente. Como miembro del ahora cuarteto escribió su primera canción, "Trying", que fue publicada en 1952.
En 1954 abandonó el grupo para trabajar como director musical del sello discográfico Dot Records en Gallatin (Tennessee). Paralelamente formó su propia orquesta con la que publicó un sencillo de éxito al año siguiente, "Melody of Love", que llegó a vender más de un millón de copias, siendo certificado disco de oro. Durante las dos siguientes décadas continuó publicando con éxito numerosos sencillos, siendo uno de los directores de orquesta más exitosos de la era del rock.
Vaughn posicionó en las listas de éxitos Billboard un total de 42 sencillos así como 36 álbumes en la lista Billboard 200, comenzando en 1958 con Sail Along Silv'ry Moon y consiguiendo su último éxito ya en la década de 1970 con Winter World of Love. A nivel internacional tuvo ventas millonarias. En Alemania llegó a tener 19 sencillos en el "Top 40", dos de ellos, "La Paloma" y "Wheels" el número 1. "Wheels" alcanzó también el número 1 en La India, Nueva Zelanda e Italia. Varios sencillos de Vaughn también entraron en listas de Australia, Latinoamérica y Japón.  En 1965 realizó una gira por Japón coincidiendo con el lanzamiento de "Pearly Shells", su mayor éxito allí. Muchos sencillos que no tuvieron demasiado impacto en Estados Unidos sí que lo hicieron fuera del país: "Lili Marlene", "Zwei Gitarren am Meer", "Blueberry Hill" y "Greenfields" triunfaron en Alemania, "It's a Lonesome Old Town" en Japón, "Michelle" alcanzó el número 1 en Argentina y Malasia, "Mexico" llegó al número 1 en Filipinas y "Bonanza" en Brasil e Italia. El álbum La Paloma fue un éxito en toda Latinoamérica. En la década de 1980 aún llegó a tener un álbum en el número 1 en Alemania, Moonlight Melodies.
Durante gran parte de su vida Vaughn residió en Palm Springs (California). Falleció el 26 de septiembre de 1991 a los 72 años de edad . Sus restos reposan junto a los de su esposa en el Oak Hill Memorial Park en Escondido (California).

## Discografía
- 1952 - Melodies in Gold
- 1952 - Billy Vaughn Plays the Million Sellers
- 1952 - La Paloma
- 1959 - Golden Saxophones
- 1959 - Billy Vaughn Plays
- 1959 - Blue Hawaii
- 1959 - Big 100
- 1959 - Billy Vaughn Plays Stephen Foster
- 1960 - Linger Awhile'
- 1960 - Billy Vaughn Plays The Million Sellers
- 1960 - Golden Saxophones
- 1960 - Look For A Star
- 1960 - Sail Along, Silv'ry Moon
- 1960 - Theme from A Summer Place
- 1961 - Golden Waltzes
- 1961 - Orange Blossom Special and Wheels
- 1961 - Theme from The Sundowners
- 1962 - A Swingin' Safari
- 1962 - The Shifting Whispering Sands
- 1962 - Berlin Melody
- 1962 - Chapel By The Sea
- 1962 - Christmas Carols
- 1962 - Greatest String Band Hits
- 1963 - 1962's Greatest Hits
- 1963 - Number 1 Hits, Vol. #1
- 1963 - Sukiyaki and 11 Hawaiian Hits
- 1964 - Another Hit Album!
- 1964 - Blue Velvet & 1963's Great Hits
- 1964 - Forever
- 1965 - Mexican Pearls
- 1965 - Moon Over Naples
- 1965 - Pearly Shells
- 1965 - Great Country Hits
- 1965 - Michelle
- 1967 - Body & Soul
- 1967 - Alfie
- 1967 - Golden Hits/The Best Of Billy Vaughn
- 1967 - I Love You
- 1967 - Josephine
- 1967 - Ode To Billy Joe
- 1967 - Sweet Maria
- 1967 - That's Life & Pineapple Market
- 1968 - Alone With Today
- 1968 - Have Yourself A Merry, Merry Christmas
- 1968 - A Current Set Of Standards
- 1969 - The Windmills Of Your Mind
- 1970 - Winter World Of Love
- 1991 - Plays the Music You Remember